# كيريل رومانوف
كيريل رومانوف هو لاعب كرة قدم روسي في مركز الوسط، ولد في 27 أكتوبر 1980. لعب مع FC SOYUZ-Gazprom Izhevsk ‏.